# Station Turoszów
Station Turoszów is een spoorwegstation in de Poolse plaats Bogatynia (Turoszów).